# Rafał Majka
Rafał Majka, né le 12 septembre 1989 à Zegartowice, est un coureur cycliste polonais, membre de l'équipe UAE Emirates. Après avoir commencé sa carrière comme amateur en Italie, il passe professionnel en s'engageant dans l'équipe de Bjarne Riis, Saxo Bank-Sungard en février 2011.

## Repères biographiques
Rafał Majka est né le 12 septembre 1989 à Zegartowice, en Petite-Pologne, dans la gmina de Raciechowice. Il a un frère, Paweł et une sœur, Agnieszka. Il commence sa carrière sportive par le football avec son frère, avant de devenir cycliste à l'âge de 12 ans,. Majka est un diplômé du club WLKS Krakus Swoszowice, et son entraîneur est Zbigniew Klęk depuis 2005. Klęk est également l'entraîneur des coureurs professionnels Karol Domagalski et Tomasz Marczyński.

## Carrière amateur
En catégorie juniors, Majka remporte une étape de la Course de la Paix 2007, devant Peter Sagan et Julien Vermote. Il court l'année suivante pour l'équipe italienne amateur Gragnano Sporting Club avant de rejoindre en 2009 Petroli Firenze. Il est engagé comme stagiaire par l'équipe continentale Miche-Silver Cross-Selle Italia à partir du mois d'août et obtient comme meilleur résultat une neuvième place du Gran Premio Capodarco. Il n'est cependant pas engagé dans l'équipe et retourne à l'échelon amateur pour la saison 2010. Cette année-là, il remporte le prologue escarpé de la Carpathia Couriers Path, et participe aux championnats du monde sur route où il se classe 26e de la course en ligne des moins de 23 ans.
À peine recruté par l'équipe amateur Trevigiani Dynamon Bottoli pour la saison 2011, il est invité en fin janvier au stage de pré-saison de l'équipe ProTeam Saxo Bank-Sungard à Majorque, par l'entremise de Mirko Rossato, directeur de Trevigiani Dynamon Bottoli. Il impressionne Bjarne Riis, le manager de l'équipe, notamment car il fut le seul à pouvoir suivre Alberto Contador dans une ascension à l'entraînement,. Il est engagé en février ainsi que Luke Roberts et signe alors son premier contrat professionnel.

## Carrière professionnelle

### 2011: premiers pas dans leWorld Tour

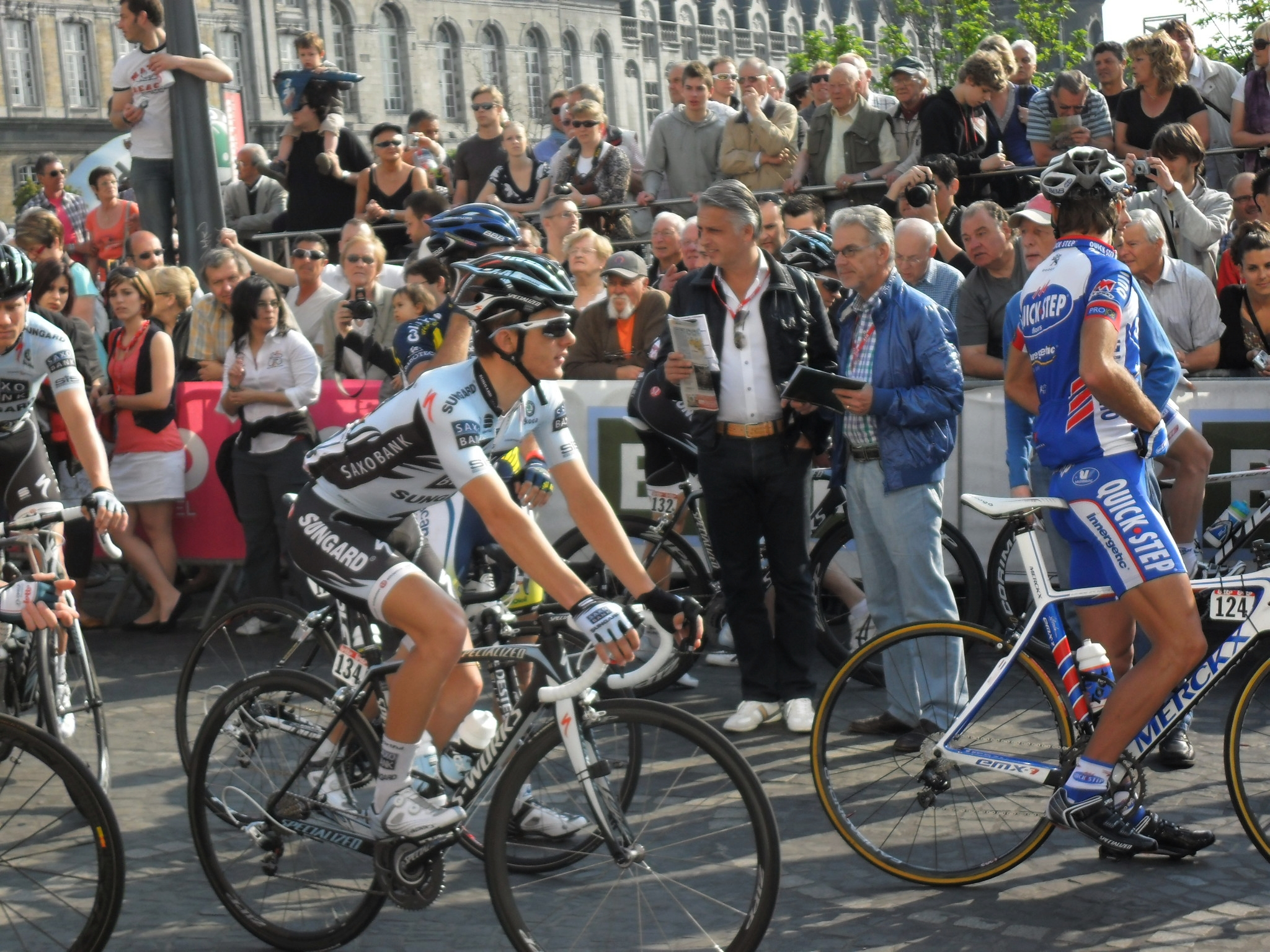
Rafał Majka au départ de Liège-Bastogne-Liège 2011.

Sa première course en tant que professionnel est la Classic Loire Atlantique, où il se classe 38e. Il participe un mois plus tard aux trois classiques ardennaises, à savoir Liège-Bastogne-Liège, l'Amstel Gold Race et la Flèche wallonne. Il en achève deux, et abandonne sur Liège-Bastogne-Liège. Il impressionne plus tard sur le Tour de Romandie, où il parvient à suivre les meilleurs dans la deuxième étape menant à Romont et en étant le premier coureur de son équipe à franchir la ligne d'arrivée. Il se distingue à l'occasion de l'étape reine du Tour de Californie, en arrivant à la onzième place au sommet du mont Baldy (en), sans pour autant réussir à accrocher une bonne place au classement général. Trois semaines plus tard, il effectue un bon Critérium du Dauphiné en soutien de Chris Anker Sørensen. Il se montre par ailleurs offensif sur l'étape des Gets mais ses tentatives furent contrecarrées par les équipes des différents leaders.
Après être passé par le Tour de Slovénie, il décroche son meilleur résultat sur une compétition World Tour sur le Tour de Pologne, où il occupe la 24e place au classement général final. Il participe ensuite au Tour d'Espagne, son premier grand tour, de nouveau au service de Chris Anker Sørensen. Il abandonne durant la troisième semaine, à la suite d'une chute, alors qu'il occupe la 39e place du classement général. Bjarne Riis, impressionné par ses prouesses, envisage de le désigner leader pour le Tour d'Italie 2012,,. Il achève sa saison sur les classiques italiennes, dont le Tour de Lombardie qu'il termine 26e, soit le premier de sa formation.

### 2012: premiers résultats prometteurs
Majka entame sa saison avec l'ambition de faire un bon Tour d'Italie et reprend ainsi au Tour méditerranéen. Il contracte en mars lors de Tirreno-Adriatico une blessure au genou à la suite d'une chute, ce qui condamne ses chances de participer au Giro.
Il effectue son retour à l'occasion du Tour de Slovénie, en juin puis participe pour la première fois de sa carrière aux championnats nationaux où il prendra la quinzième place de la course en ligne. Alors qu'il fait partie des meilleurs dans l'étape reine du Tour de Pologne, il chute dans une descente et concède plus de 10 minutes au vainqueur de l'étape, Moreno Moser. Ayant évité la fracture, il se voit cependant contraint d'abandonner le lendemain. Mais désireux de disputer au moins un grand tour, il effectue un retour deux semaines plus tard, sur le Tour de l'Ain afin de maintenir une bonne condition en vue du Tour d'Espagne. Il se montre à son avantage lorsque la route s'élève, et parvient ainsi à prendre la deuxième place de la quatrième étape menant à Septmoncel, battu dans un sprint à trois avec Sergio Pardilla par Andrew Talansky.
Il est, pour la deuxième année consécutive, sélectionné pour participer au Tour d'Espagne où il aura comme objectif d'aider au maximum Alberto Contador à décrocher la victoire finale. Il s'avère être un excellent équipier en montagne, parvenant même lors de la 14e étape menant à Puerto de Ancares à terminer treizième malgré un travail colossal pour son leader. Finalement, il termine la Vuelta en trente-deuxième position et Contador remporte le Tour. Après ces excellentes prouesses, il reconduit son contrat avec Saxo Bank-Tinkoff Bank pour trois années supplémentaires, décrivant l'équipe danoise comme « parfaite pour un coureur comme moi » tandis que Bjarne Riis le voit comme « l'un des grimpeurs les plus prometteurs du cyclisme ».
Il achève sa saison sur le continent asiatique sur la même lancée. Parmi les meilleurs lors du Tour de Pékin, il achève la deuxième édition de la course à étapes à la septième place et remporte le classement du meilleur jeune. Il s'agit alors de son meilleur résultat sur une course de l'UCI World Tour. Il conclut sa saison en décrochant la troisième place de la Japan Cup derrière Ivan Basso et Daniel Martin.

### 2013: le leadership sur leTour d'Italie
Il reprend la compétition plus tard que prévu en raison d'une nouvelle blessure au genou. Il participe ainsi au Tour de Catalogne en fin mars et achève la course en 82e position. En vue de peaufiner sa condition pour le Tour d'Italie qui est son objectif principal de la saison, Majka prend part aux côtés de Benjamín Noval, Manuele Boaro et Evgueni Petrov à un camp d'entraînement de dix-sept jours aux alentours de l'Etna à partir du 1er avril.
De retour du camp d'entraînement, il reprend sur le Tour de Romandie. Durant celui-ci, son directeur sportif Lars Michaelsen confirme sur le site officiel de l'équipe qu'il sera bel et bien le leader désigné pour le Tour d'Italie, qu'il aura comme objectif de terminer parmi les quinze premiers du classement général et qu'il sera épaulé par Rory Sutherland et Bruno Pires pour y parvenir. Il abandonne lors de l'avant-dernière étape en Romandie, avec l'accord avec son équipe, afin d'éviter toute maladie pouvant entacher sa forme pour le Giro.

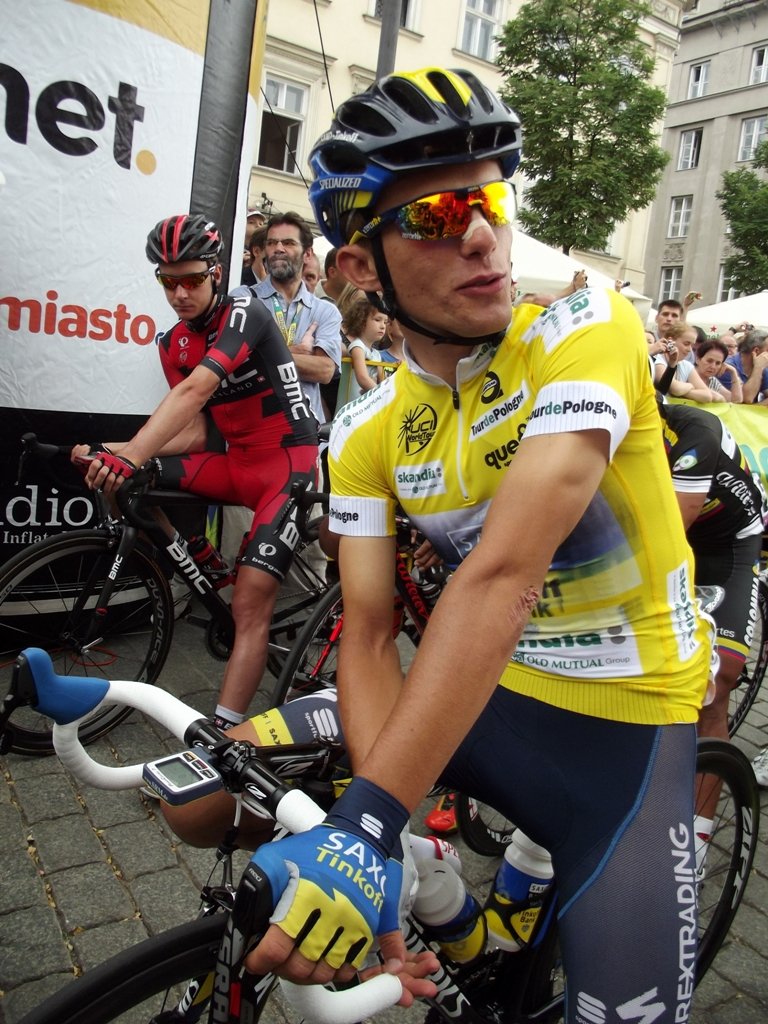
Rafał Majka portant le maillot de leader lors du Tour de Pologne.

Il concède 43 secondes au principal favori Bradley Wiggins lors du contre-la-montre par équipes avant d'en perdre 34 autres dans une descente le lendemain. Néanmoins, il s'empare du maillot blanc de meilleure jeune à l'issue de la septième étape menant à Pescara, remportée par Adam Hansen. Lors du contre-la-montre de 55 kilomètres un jour plus tard, il perd la tunique au profit de Wilco Kelderman, terminant 31e à un plus de trois minutes. Lors de la première véritable étape de montagne qui arrivait au sommet de l'Altopiano del Montasio, Majka est l'auteur d'une performance « de classe mondiale » selon son directeur sportif Dan Frost. Il parvint en effet à suivre les meilleurs jusqu'à l'arrivée, et reprend ainsi le maillot blanc grâce à sa sixième place. Propulsé au-devant de la scène, il occupe alors la dixième position du classement général. À l'occasion de la deuxième étape en altitude, il grappille deux places supplémentaires au général après avoir terminé onzième à Bardonèche. Le lendemain, au sommet du mythique col du Galibier, le Polonais passe à l'offensive et prend la quatrième place à l'arrivée. Bien qu'il doive céder le maillot blanc à Carlos Betancur, il reste ambitieux et veut « aller chercher une victoire d'étape et le maillot ». À la lutte avec le Colombien pour le maillot blanc, il reprend son bien à l'issue du contre-la-montre en côte de Polsa qu'il achève en cinquième position et se retrouve alors sixième du classement général. Frost, impressionné, qualifie son effort d'« héroïque ». Ne pouvant pas compter sur le soutien d'Evgueni Petrov, victime d'une chute au pied de l'ascension finale et en raison des conditions climatiques extrêmes, il concède définitivement le maillot blanc lors de l'avant-dernière étape décisive du Tre Cime di Lavaredo,. Dixième à un peu plus d'une minute de Vincenzo Nibali à l'arrivée, il perd une place au général pour terminer finalement septième du Tour d'Italie, à huit minutes du Squalo. « Très heureux du résultat et très fatigué », il déclare cependant avoir « faim de nouveaux challenges ».
Majka reprend la compétition sur le Tour d'Autriche sans réelles ambitions. Distancé dans les deux premières étapes de montagne, il obtient une cinquième place à l'issue d'une échappée dans laquelle faisait également partie son équipier, Chris Anker Sørensen. Le lendemain, il est uniquement devancé par Mathias Frank à Sonntagberg lors d'une arrivée au sommet. Il occupe finalement la dix-neuvième place au général, de bon augure en vue du Tour de Pologne où il compte bien figurer.

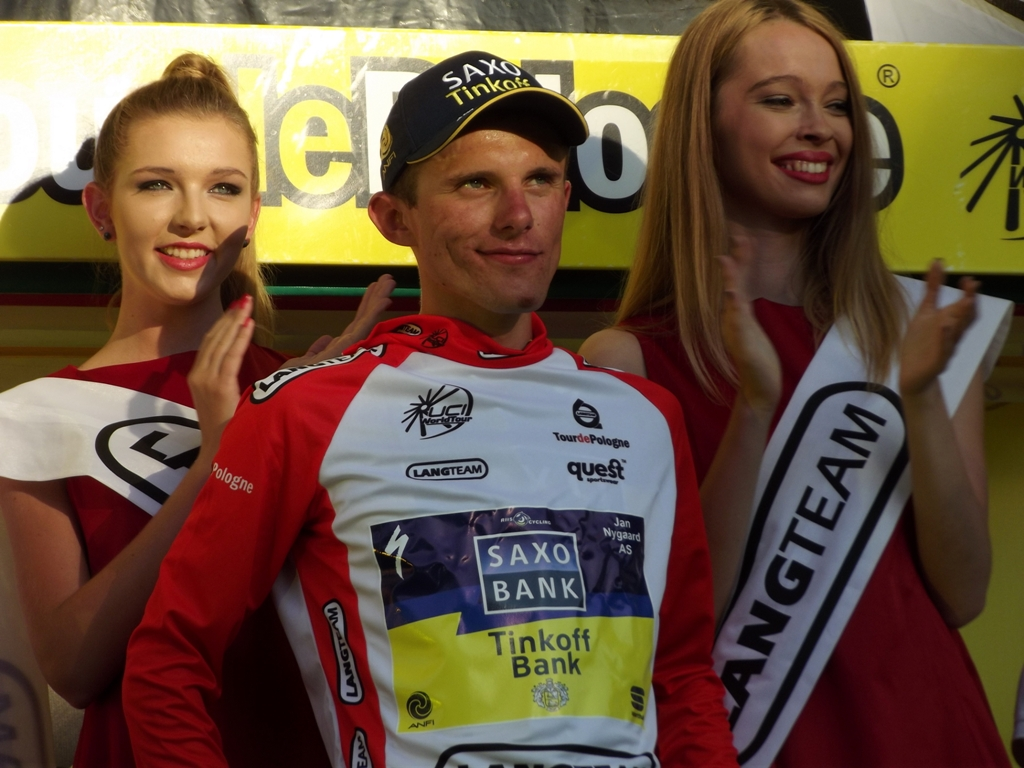
Rafał Majka remporte le classement par points du Tour de Pologne.

Majka entame son Tour national avec une troisième place lors de la première étape qui programmait une arrivée au sommet. Le lendemain, au Passo Pordoi, le leader Diego Ulissi est victime d'une défaillance et perd plus de vingt-sept minutes. Majka, quant à lui, termine l'étape remportée par l'échappé Christophe Riblon à la cinquième place et endosse le maillot de leader à l'issue de celle-ci,. Il conserve sa tunique durant deux étapes, avant de la céder pour une seconde à Ion Izagirre qui a bénéficié de bonifications lors d'un sprint intermédiaire,. Il ne parvient pas à renverser la tendance dans l'étape reine menant à Bukowina Tatrzańska et perd même une place au classement général au profit de Riblon, qui s'empare lui du maillot de leader avant le contre-la-montre final. Accusant un retard de trente secondes sur Riblon avant l'épreuve chronométrée, Majka achève finalement la course à la quatrième place, à seulement vingt-six secondes de Pieter Weening, auteur d'un meilleur contre-la-montre que ses concurrents pour la classement général,.
Mi-août, l'équipe Saxo-Tinkoff dévoile ses neufs coureurs sélectionnés pour participer au Tour d'Espagne. En plus de Majka, l'équipe danoise se rendra en Espagne avec trois autres candidats à une place parmi les dix premiers du classement général, à savoir Roman Kreuziger, Nicolas Roche et Chris Anker Sørensen, bien que Krezuiger soit désigné « leader naturel » par le directeur sportif Tristan Hoffman,.

### 2014: meilleur grimpeur du Tour de France
Majka participe au Tour d'Italie dont il se classe sixième. Initialement, il ne participe pas au Tour de France mais y est appelé par Bjarne Riis en raison de la suspension de Roman Kreuziger par son équipe à la suite d'anomalies sur son passeport biologique. Sur ce Tour de France, il est présent comme équipier d'Alberto Contador. Rapidement distancé au classement général, il voit Contador abandonner sur chute durant la dixième étape. L'équipe se concentre alors sur des victoires d'étapes. Le 19 juillet, Majka gagne après une échappée la quatorzième étape, sa première victoire en tant que professionnel et la première victoire polonaise sur un Tour de France depuis 1993 et Zenon Jaskuła. Majka prend ensuite le maillot à pois de meilleur grimpeur à l'issue de la seizième étape à Joaquim Rodríguez. Le lendemain, à nouveau échappé, il arrive à remporter l'étape qui se termine au Pla d'Adet et conforte son maillot à pois par la même occasion, maillot qu'il conserve jusqu'à la fin de ce Tour de France conclu pour lui en 44e position. En récompense de ce Tour de France, il signe une prolongation de contrat de trois ans avant de se présenter au Tour de Pologne comme favori. Il y remporte la cinquième étape et prend alors la deuxième place du classement provisoire derrière Petr Vakoč. C'est la première victoire d'étape d'un Polonais sur sa course nationale depuis l'édition 2004. Il récidive le lendemain et prend la tête du général, la veille du contre-la-montre final. Lors du contre-la-montre, il finit douzième mais garde la tête du classement général et remporte donc le Tour de Pologne.

### 2015: troisième du Tour d'Espagne
Il remporte l'étape du Tour de France à Cauterets puis, dans la foulée, termine 3e du Tour d'Espagne derrière Fabio Aru et Joaquin Rodriguez.

### 2016: deuxième maillot à pois sur le Tour de France
Il termine 5e du Tour d'Italie puis remporte le titre de champion de Pologne sur route. Au Tour de France, il gagne pour la deuxième fois le Grand Prix de la montagne mais sans remporter d'étape.
À la course en ligne des JO de Rio, il s'échappe en compagnie de Vincenzo Nibali et de Sergio Henao avant que ces deux derniers coureurs ne chutent dans une descente. Seul en tête, il se fait rattraper dans le final par Greg van Avermaet et Jakob Fuglsang et se contente du bronze.

### Bora-Hansgrohe (2017-2020)
À l'instar de Peter Sagan, la disparition de l'équipe Tinkoff le pousse à signer un contrat avec la formation allemande Bora-Hansgrohe.
Il obtient plusieurs places d'honneur en début de saison : septième du Trofeo Port de Andratx, sixième du Tour d'Abou Dabi, onzième du Tour de Catalogne, dixième de Liège-Bastogne-Liège. Il remporte sa première victoire en mai lors de la deuxième étape du Tour de Californie. Leader du classement général pendant quatre jours, il termine deuxième George Bennett. De retour en Europe, il gagne le classement général et une étape du Tour de Slovénie. Après la mise hors-course de Sagan, il est le leader de son équipe durant le Tour de France et vise une place dans les cinq premiers au classement général. Il est cependant à son tour contraint de quitter la course après une chute lors de la neuvième étape. De retour en compétition en août, il prend la deuxième place du Tour de Pologne derrière Dylan Teuns. Il dispute ensuite le Tour d'Espagne. Il perd trop de temps durant la première semaine pour pouvoir espérer une bonne place au classement général. Il remporte la quatorzième étape étape à la Sierra de la Pandera.
Sa saison 2018 n'est, de son propre aveu, pas bonne. Il obtient quelques places d'honneur (4e du Tour de San Juan, 5e du Tour d'Abou Dabi, 6e du Tour de Californie et du Tour de Slovénie, 7e du Tour de Lombardie) mais ne remporte aucune course et déçoit sur les grands tours avec une dix-neuvième place au Tour de France et au treizième place au Tour d'Espagne,. Il ne gagne également aucune course en 2019, mais termine à vingt-trois reprises dans le top 10 d'une course, notamment en se classant 6e du Tour d'Italie et du Tour d'Espagne.

### UAE Emirates (depuis 2021)
Sélectionné pour le Tour de France 2022 avec pour chef de file Tadej Pogačar, Majka se blesse à une cuisse à la suite d'un saut de chaîne au cours de la seizième étape. Cette blessure l'amène à renoncer à prendre le départ de la dix-septième étape.
En août 2022, UAE Emirates annonce la prolongation du contrat de Majka jusqu'en fin d'année 2024.

## Palmarès et classements mondiaux

### Palmarès amateur
| - 2007 - 5e étape de la Course de la Paix juniors - 2008 - Trophée Enzo Sacchi - 3e de la Puchar Wójta Gminy Chrząstowice - 3e du Gran Premio Città di Monsummano Terme - 2009 - Florence-Viareggio - 3e de Bologna-Passo della Raticosa | - 2010 - Prologue de la Carpathia Couriers Path - 2e du Gran Premio Chianti Colline d'Elsa - 3e de Bologna-Passo della Raticosa - 3e du Trofeo Città di Lastra a Signa |  |

### Palmarès professionnel
| - 2012 - 3e de la Japan Cup - 7e du Tour de Pékin - 2013 - 2e de Milan-Turin - 3e du Tour de Lombardie - 4e du Tour de Pologne - 7e du Tour d'Italie - 2014 - Tour de France : - Classement du meilleur grimpeur - 14e et 17e étapes - Tour de Pologne : - Classement général - 5e et 6e étapes - 6e du Tour d'Italie - 2015 - 11e étape du Tour de France - 2e de Milan-Turin - 3e du Tour d'Espagne - 7e du Tour de Romandie - 10e du Tour de Suisse - 2016 - Champion de Pologne sur route - Classement du meilleur grimpeur du Tour de France - Médaillé de bronze de la course en ligne des Jeux olympiques - 5e du Tour d'Italie - 2017 - 2e étape du Tour de Californie - Tour de Slovénie : - Classement général - 3e étape - 14e étape du Tour d'Espagne - 2e du Tour de Californie - 2e du Tour de Pologne - 6e du Tour d'Abou Dabi - 10e de Liège-Bastogne-Liège | - 2018 - 5e du Tour d'Abou Dabi - 6e du Tour de Californie - 7e du Tour de Lombardie - 2019 - 6e du Tour d'Italie - 6e du Tour d'Espagne - 7e du Tour de Catalogne - 9e du Tour de Pologne - 2020 - 3e de Tirreno-Adriatico - 4e du Tour de Pologne - 5e du Tour des Émirats arabes unis - 2021 - 15e étape du Tour d'Espagne - 2022 - 1re et 4e étapes du Tour de Slovénie - 2e du Tour de Slovénie - 7e du Tour des Émirats arabes unis - 2023 - 3e étape du Tour de Pologne - 8e du Tour de Pologne - 10e du Tour de Romandie - 2024 - 2e du Tour des Asturies - 2025 - Champion de Pologne sur route - 3e du Tour d'Autriche - 8e du Tour de Pologne |  |

### Résultats sur les grands tours

#### Tour de France
8 participations
- 2014 : 44e, vainqueur des 14e et 17e étapes,  vainqueur du classement du meilleur grimpeur
- 2015 : 28e, vainqueur de la 11e étape
- 2016 : 27e,  vainqueur du classement du meilleur grimpeur
- 2017 : non-partant (10e étape)
- 2018 : 19e
- 2021 : 34e
- 2022 : non-partant (17e étape)
- 2023 : 14e

#### Tour d'Italie
7 participations
- 2013 : 7e
- 2014 : 6e
- 2016 : 5e
- 2019 : 6e
- 2020 : 12e
- 2024 : 15e
- 2025 : 13e

#### Tour d'Espagne
8 participations
- 2011 : non-partant (17e étape)
- 2012 : 32e
- 2013 : 19e
- 2015 : 3e
- 2017 : 39e, vainqueur de la 14e étape
- 2018 : 13e
- 2019 : 6e
- 2021 : 21e, vainqueur de la 15e étape

### Classements mondiaux
| Année                                 | 2009  | 2010 | 2011 | 2012 | 2013 | 2014 | 2015 | 2016 | 2017 | 2018 | 2019 | 2020 | 2021 | 2022 | 2023 | 2024 |
| ------------------------------------- | ----- | ---- | ---- | ---- | ---- | ---- | ---- | ---- | ---- | ---- | ---- | ---- | ---- | ---- | ---- | ---- |
| UCI World Tour                        |       |      | nc   | 108e | 20e  | 20e  | 33e  | 44e  | 32e  | 61e  |      |      |      |      |      |      |
| Classement mondial                    |       |      |      |      |      |      |      | 38e  | 43e  | 86e  | 53e  | 47e  | 206e | 215e | 169e | 259e |
| UCI Europe Tour                       | 1132e | 766e |      |      |      |      |      | 332e | 216e | 619e | 41e  | 37e  | 178e | 176e | nc   | nc   |
| UCI America Tour                      | nc    | nc   |      |      |      |      |      | 4e   | nc   | 87e  |      |      |      |      |      |      |
|                                       |       |      |      |      |      |      |      |      |      |      |      |      |      |      |      |      |
| Légende : nc = non classéSource : UCI |       |      |      |      |      |      |      |      |      |      |      |      |      |      |      |      |